# Morigerati
Morigerati är en ort och kommun i provinsen Salerno i regionen Kampanien i Italien. Kommunen hade 653 invånare (2017).